# Bredal
Bredal ist eine dänische Ortschaft in der Vejle Kommune der Region Syddanmark. Die Ortschaft hat 615 Einwohner (1. Januar 2023). Die Ortschaft liegt im Kirchspiel Engum (Engum Sogn), das bis 1970 zur Harde Hatting Herred im damaligen Vejle Amt gehörte. Mit der Auflösung der Hardenstruktur wurde das Kirchspiel in die Vejle Kommune im beibehaltenen Vejle Amt aufgenommen, die Kommune wiederum ging mit der Kommunalreform zum 1. Januar 2007 in der erweiterten Vejle Kommune in der Region Syddanmark auf.
Bredal liegt etwa acht Kilometer nordöstlich von Vejle.